# Institut maritime de prévention
Pour les articles homonymes, voir IMP.
Créé en 1992 sous l'égide du Ministère chargé de la mer, de l'Établissement National des Invalides de la Marine (ENIM), des organisations nationales représentatives des pêches maritimes et des élevages marins, de la conchyliculture et des transports maritimes, l’Institut Maritime de Prévention (IMP) est un organisme national à but non lucratif, qui assure une mission de prévention des risques professionnels maritimes et d'amélioration des conditions de vie et de travail au profit des gens de mer.
L'IMP intervient dans les secteurs d'activités suivants : pêche, transport (passagers et fret), activités portuaires (dragages, remorquage, lamanage, pilotage), activités offshore, cultures marines.
L'IMP dispose en interne de compétences en hygiène, sécurité du travail et en ergonomie, formant une équipe permanente de 9 personnes, à laquelle sont associés un certain nombre d'experts. Le siège se trouve à Lorient.

## Missions - savoir-faire
1. Analyser la sécurité des systèmes de travail
  - Prendre part au quotidien des gens de mer, repérer les causes d'accidents, d'incidents ou de maladies liées aux équipements, aux produits, aux hommes, aux systèmes d'organisation.
  - Comprendre les réalités des métiers.
  - Apporter des réponses adaptées à chaque profession.
  - Produire des outils facilitant l'intégration des messages de prévention
2. Accompagner les projets de construction
  - Diagnostic sécurité, conseil, suivi de chantier, association du personnel... les ingénieurs et techniciens de l'IMP interviennent auprès des armateurs, chantiers, architectes navals, équipementiers.
  - Apporter leur expertise.
  - Faciliter l'intégration aux projets des recommandations santé/sécurité/ergonomie.
  - Optimiser les choix techniques, économiques et humains.
3. Sensibiliser professionnels et partenaires
  - Armateurs, patrons-armateurs, leurs personnels, les écoles spécialisées, les services de l'État, les collectivités territoriales, les organisations professionnelles, les organismes internationaux... chaque acteur de la chaîne de prévention est informé, formé et associé à l'action de l'IMP.
  - Faire connaître les enjeux de la prévention.
  - Diffuser les bonnes pratiques.
  - Faire évoluer les normes.

## Le conseil d'administration de l'IMP
Représentants des membres adhérents de l'IMP :
- Un représentant permanent de l'ENIM
- Deux représentants de Armateurs de France
- Un représentant de l'Association Professionnelle des Entreprises de Remorquage Maritime (APERMA)
- Deux représentants de l'Union des Armateurs à la Pêche de France (UAPF)
- Un représentant de le Confédération de la Coopération, de la Mutualité et du Crédit Maritime, au titre des armements coopératifs
- Un représentant des exploitants conchylicoles désigné par le Syndicat National des Employeurs de la Conchyliculture
- Un représentant de la Fédération des officiers de la Marine Marchande de la Confédération Générale du Travail (CGT)
- Un représentant de l'Union Maritime CFDT
- Un représentant de la Confédération Française des Travailleurs Chrétiens (CFTC)
- Un représentant du Syndicat National des cadres navigants de la marine marchande (CFE/ CGC)
- Un représentant du Syndicat National et Professionnel des Officiers de la Marine Marchande (SNPOMM)
- Un représentant de la Fédération Française des Syndicats Professionnels Maritimes (FFSPM)

Membres de droit :
- Le commissaire du Gouvernement
- Le directeur de l'ENIM
- Un représentant de la Direction des Affaires maritimes et des Gens de Mer
- Un représentant du BEAmer (Bureau Enquête Accident)
- Un contrôleur financier de l'ENIM

## Exemples de publications
GUIDES D'ACHAT
- Les VFI (Vêtements de travail à Flottabilité Intégrée)
- Les balises de détresse
- Les bottes de protection
- Les gants de protection
- Les PICB (Protecteurs Individuels Contre le Bruit)
- Les casques et casquettes de protection
- Les équipements de protection individuelle contre les chutes de hauteur